# Peromyscus eremicus
Peromyscus eremicus es una especie de roedor de la familia Cricetidae.

## Distribución geográfica
Se encuentra en México   y los Estados Unidos
Aproximadamente desde el Suroeste de Estados Unidos a al Noroeste y de México, habita en zonas semidesérticas donde abundan mucho las plantas suculentas o Cactus desde San Antonio TX, Laredo TX, El paso Texas, Desierto de Chihuahua, Coahuila, Durango, Desierto de Baja California, y el norte de Tamaulipas.